# William Shakespeare
William Shakespeare (Stratford-upon-Avon, 23 de abril de 1564 – Stratford-upon-Avon, 23 de abril de 1616) foi um poeta, dramaturgo e ator inglês. Foi tido como o maior escritor do idioma inglês e considerado por muitos o maior dramaturgo da história. É chamado frequentemente de poeta nacional da Inglaterra e de "Bardo de Avon" (ou simplesmente The Bard, "O Bardo"). De suas obras, incluindo aquelas em colaboração, restaram até os dias de hoje 39 peças, 154 sonetos, dois longos poemas narrativos, e mais alguns versos esparsos, cujas autorias, no entanto, são ainda disputadas. Suas peças foram traduzidas para todas as principais línguas modernas e são mais encenadas que as de qualquer outro dramaturgo. Muitos de seus textos e temas permanecem vivos até os nossos dias, sendo revisitados com frequência, especialmente no teatro, na televisão, no cinema e na literatura.
Shakespeare nasceu e foi criado em Stratford-upon-Avon, na era elizabetana, época especialmente estimulante para os artistas. Aos 18 anos casou-se com Anne Hathaway, com quem teve três filhos: Susanna e os gêmeos Hamnet e Judith. Entre 1585 e 1592 William começou uma carreira bem-sucedida em Londres como ator, escritor e um dos proprietários da companhia de teatro chamada Lord Chamberlain's Men, mais tarde conhecida como King's Men. Acredita-se que ele tenha retornado a Stratford em torno de 1613, morrendo três anos depois. Restaram poucos registros da vida privada de Shakespeare, e existem muitas especulações sobre assuntos como a sua aparência física, sexualidade, crenças religiosas, e se algumas das obras que lhe são atribuídas teriam sido escritas por outros autores.

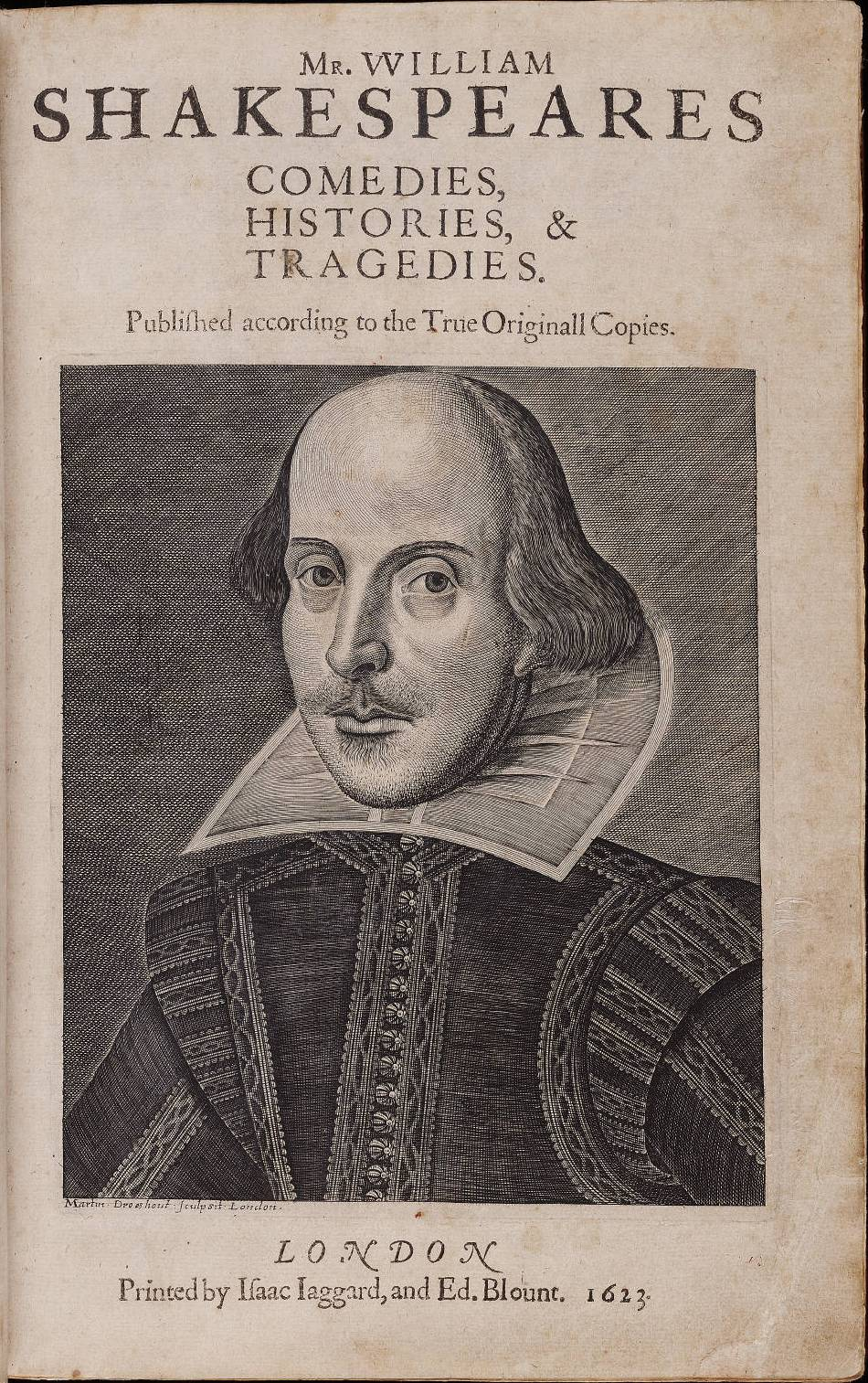
Página de rosto do Primeiro Fólio, 1623. Gravura em cobre de Shakespeare de Martin Droeshout.

Shakespeare produziu a maior parte de sua obra entre 1590 e 1613. Suas primeiras peças eram principalmente comédias e obras baseadas em eventos e personagens históricos, gêneros que ele levou ao ápice da sofisticação e do talento artístico ao fim do século XVI. A partir de então escreveu apenas tragédias até por volta de 1608, incluindo Hamlet, Rei Lear e Macbeth, consideradas algumas das obras mais importantes na língua inglesa. Na sua última fase, escreveu um conjuntos de peças classificadas como tragicomédias ou romances, e colaborou com outros dramaturgos. Diversas de suas peças foram publicadas, em edições com variados graus de qualidade e precisão, durante sua vida. Em 1623, John Heminges e Henry Condell, dois atores e antigos amigos de Shakespeare, publicaram o chamado First Folio, uma coletânea de suas obras dramáticas que incluía todas as peças (com a exceção de duas) reconhecidas atualmente como sendo de sua autoria.
Shakespeare foi um poeta e dramaturgo respeitado em sua própria época, mas sua reputação só viria a atingir o nível em que se encontra hoje no século XIX. Os românticos, especialmente, aclamaram a genialidade de Shakespeare, e os vitorianos idolatraram-no como um herói, com uma reverência que George Bernard Shaw chamava de "bardolatria". No século XX sua obra foi adotada e redescoberta repetidamente por novos movimentos, tanto na academia quanto na performance. Suas peças permanecem extremamente populares hoje em dia e são estudadas, encenadas e reinterpretadas constantemente, em diversos contextos culturais e políticos, por todo o mundo.

## Vida

### Vida pregressa

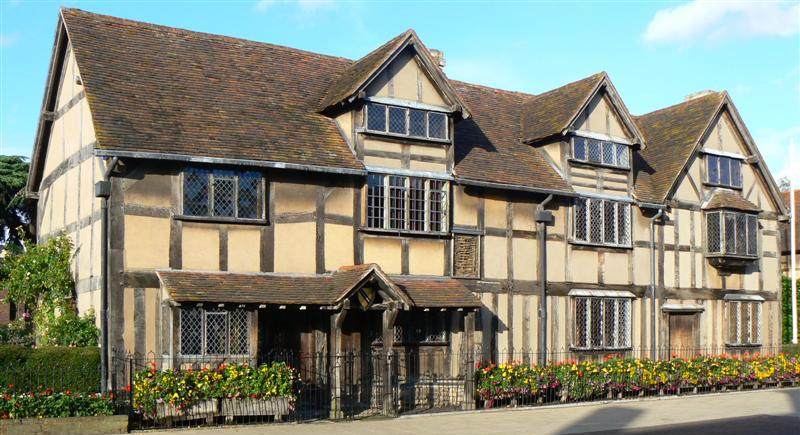
Casa de John Shakespeare, considerada o local de nascimento de Shakespeare, em Stratford-upon-Avon

Shakespeare era filho de John Shakespeare, um vereador e um bem-sucedido glover (fabricante de luvas) originário de Snitterfield, em Warwickshire, e de Mary Arden, filha de uma abastada família de proprietários de terras. Ele nasceu em Stratford-upon-Avon, onde foi batizado em 26 de abril de 1564. Sua data de nascimento é desconhecida, mas é tradicionalmente comemorada no dia 23 de abril, dia de São Jorge. Esta data, que pode ser atribuída a William Oldys e George Steevens, provou ser atraente para os biógrafos porque Shakespeare morreu na mesma data em 1616. Ele era o terceiro de oito filhos e o mais velho sobrevivente. filho.
Embora nenhum registro de frequência do período tenha sobrevivido, a maioria dos biógrafos concorda que Shakespeare provavelmente foi educado na King's New School em Stratford, uma escola gratuita fundada em 1553, cerca de quatrocentos metros de sua casa. As escolas secundárias variavam em qualidade durante a era elisabetana, mas os currículos das escolas primárias eram em grande parte semelhantes: o texto básico em latim foi padronizado por decreto real, e a escola teria fornecido uma educação intensiva em gramática baseada em autores clássicos latinos.
Aos 18 anos, Shakespeare casou-se com Anne Hathaway, de 26 anos. O tribunal consistório da Diocese de Worcester emitiu uma licença de casamento em 27 de novembro de 1582. No dia seguinte, dois vizinhos de Hathaway depositaram fianças garantindo que nenhuma reivindicação legal impedisse o casamento. A cerimônia pode ter sido organizada com alguma pressa, já que o chanceler de Worcester permitiu que os proclamas de casamento fossem lidos uma vez, em vez das três vezes habituais, e seis meses após o casamento, Anne deu à luz uma filha, Susanna, batizada em 26 de maio de 1583. Os gêmeos, filho Hamnet e filha Judith, seguiram quase dois anos depois e foram batizados em 2 de fevereiro de 1585. Hamnet morreu de causas desconhecidas aos 11 anos de idade e foi enterrado em 11 de agosto de 1596.

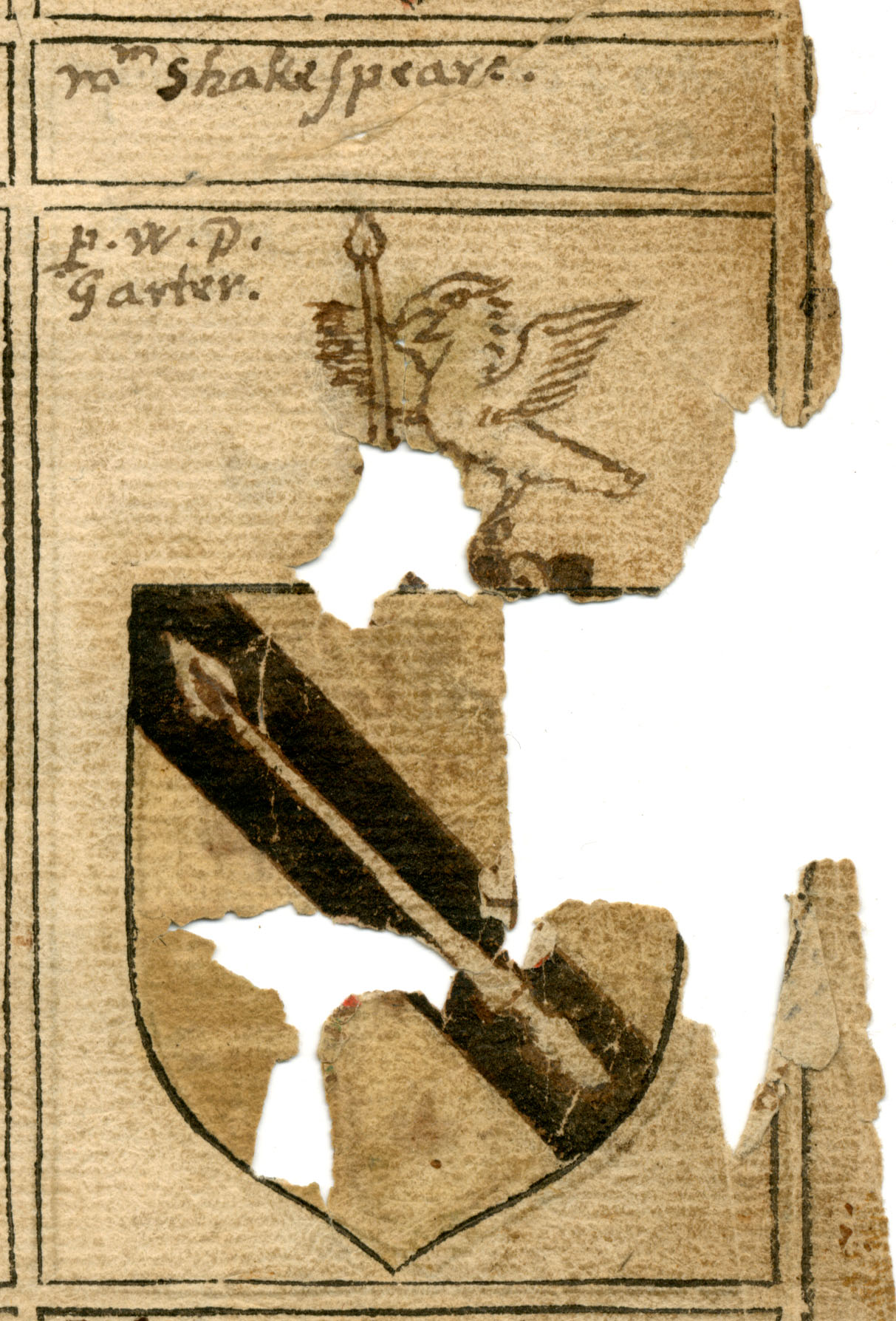
Brasão de Shakespeare, do livro de 1602 O livro dos casacos e cristas. Promptuarium Armorum. Apresenta lanças como um trocadilho com o nome da família.

Após o nascimento dos gêmeos, Shakespeare deixou poucos vestígios históricos até ser mencionado como parte da cena teatral de Londres em 1592. A exceção é o aparecimento de seu nome no "projeto de lei de reclamações" de um caso jurídico perante o tribunal de Queen's Bench em Westminster, datado de Michaelmas Term 1588 e 9 de outubro de 1589. Os estudiosos referem-se aos anos entre 1585 e 1592 como o "perdido" de Shakespeare. anos". Biógrafos que tentam explicar esse período relataram muitas histórias apócrifas. Nicholas Rowe, o primeiro biógrafo de Shakespeare, contou uma lenda de Stratford de que Shakespeare fugiu da cidade para Londres para escapar do processo por caça furtiva de cervos na propriedade do proprietário local Thomas Lucy . Shakespeare também supostamente se vingou de Lucy escrevendo uma balada obscena sobre ele. Outra história do século 18 mostra Shakespeare iniciando sua carreira teatral cuidando dos cavalos dos clientes do teatro em Londres. John Aubrey relatou que Shakespeare foi um professor rural. Alguns estudiosos do século 20 sugeriram que Shakespeare pode ter sido contratado como professor por Alexander Hoghton de Lancashire, um proprietário de terras católico que nomeou um certo "William Shakeshafte" em seu testamento. Poucas evidências fundamentam tais histórias além dos boatos coletados após sua morte, e Shakeshafte era um nome comum na área de Lancashire.

### Londres e carreira teatral
Não se sabe definitivamente quando Shakespeare começou a escrever, mas alusões contemporâneas e registros de performances mostram que várias de suas peças estavam nos palcos de Londres em 1592. Naquela época, ele era suficientemente conhecido em Londres para ser atacado na imprensa pelo dramaturgo Robert Greene em seu Groats-Worth of Wit:

...há um corvo arrogante, embelezado com nossas penas, que com seu coração de tigre envolto em uma pele de jogador, supõe que é tão capaz de bombardear um verso em branco quanto o melhor de vocês: e sendo um absoluto Johannes factotum, está em sua própria presunção, a única cena Shake em um país.

Os estudiosos divergem sobre o significado exato das palavras de Greene, mas a maioria concorda que Greene estava acusando Shakespeare de ultrapassar sua posição ao tentar se igualar a escritores com formação universitária como Christopher Marlowe, Thomas Nashe e o próprio Greene (o chamado "Raciocínio Universitário"). A frase em itálico parodiando a frase "Oh, coração de tigre envolto em pele de mulher" de Henrique VI, Parte 3 de Shakespeare, junto com o trocadilho "Shake-scene", identifica claramente Shakespeare como o alvo de Greene. Conforme usado aqui, Johannes Factotum ("pau para toda obra") refere-se a um consertador de segunda categoria com o trabalho de outros, em vez do "gênio universal" mais comum.

O ataque de Greene é a menção mais antiga da obra de Shakespeare no teatro. Os biógrafos sugerem que sua carreira pode ter começado em qualquer momento, desde meados da década de 1580 até pouco antes dos comentários de Greene. Depois de 1594, as peças de Shakespeare foram apresentadas apenas pelos Lord Chamberlain's Men, uma companhia de propriedade de um grupo de músicos, incluindo Shakespeare, que logo se tornou a companhia de teatro líder em Londres. Após a morte da Rainha Elizabeth em 1603, a empresa recebeu uma patente real do novo Rei Jaime I e mudou seu nome para King's Men.

O mundo é um palco,

e todos os homens e mulheres apenas jogadores:

eles têm suas saídas e suas entradas;

e um homem em seu tempo desempenha muitos papéis ...

—As You Like It, Act II, Scene 7, 139–142
Em 1599, uma parceria de membros da companhia construiu seu próprio teatro na margem sul do rio Tâmisa, ao qual deram o nome de Globe. Em 1608, a parceria também assumiu o teatro interno Blackfriars. Registros existentes de compras de propriedades e investimentos de Shakespeare indicam que sua associação com a empresa fez dele um homem rico, e em 1597, ele comprou a segunda maior casa em Stratford, New Place, e em 1605, investiu em uma parte de os dízimos da paróquia em Stratford.
Algumas das peças de Shakespeare foram publicadas em edições in-quarto, começando em 1594, e em 1598, seu nome se tornou um ponto de venda e começou a aparecer nas páginas de título. Shakespeare continuou a atuar em suas próprias peças e em outras peças após seu sucesso como dramaturgo. A edição de 1616 de Ben Jonson's Works o nomeia nas listas de elenco de Every Man in His Humor (1598) e Sejanus His Fall (1603). A ausência de seu nome na lista do elenco de 1605 para Volpone de Jonson é considerada por alguns estudiosos como um sinal de que sua carreira de ator estava chegando ao fim. O Primeiro Fólio de 1623, no entanto, lista Shakespeare como um dos "principais atores em todas essas peças", algumas das quais foram encenadas pela primeira vez depois de Volpone, embora não se possa saber ao certo quais papéis ele desempenhou. Em 1610, John Davies de Hereford escreveu que a "boa vontade" desempenhava papéis "reais". Em 1709, Rowe transmitiu a tradição de que Shakespeare interpretava o fantasma do pai de Hamlet. Tradições posteriores afirmam que ele também interpretou Adam em As You Like It e o Coro em Henrique V, embora os estudiosos duvidem das fontes dessa informação.
Ao longo de sua carreira, Shakespeare dividiu seu tempo entre Londres e Stratford. Em 1596, um ano antes de comprar New Place como casa de família em Stratford, Shakespeare morava na paróquia de St Helen's, Bishopsgate, ao norte do rio Tâmisa. Ele atravessou o rio para Southwark em 1599, mesmo ano em que sua companhia construiu o Globe Theatre lá. Em 1604, ele mudou-se novamente para o norte do rio, para uma área ao norte da Catedral de São Paulo com muitas casas bonitas. Lá, ele alugou quartos de um huguenote francês chamado Christopher Mountjoy, fabricante de perucas femininas e outros chapéus.

### Anos posteriores e morte

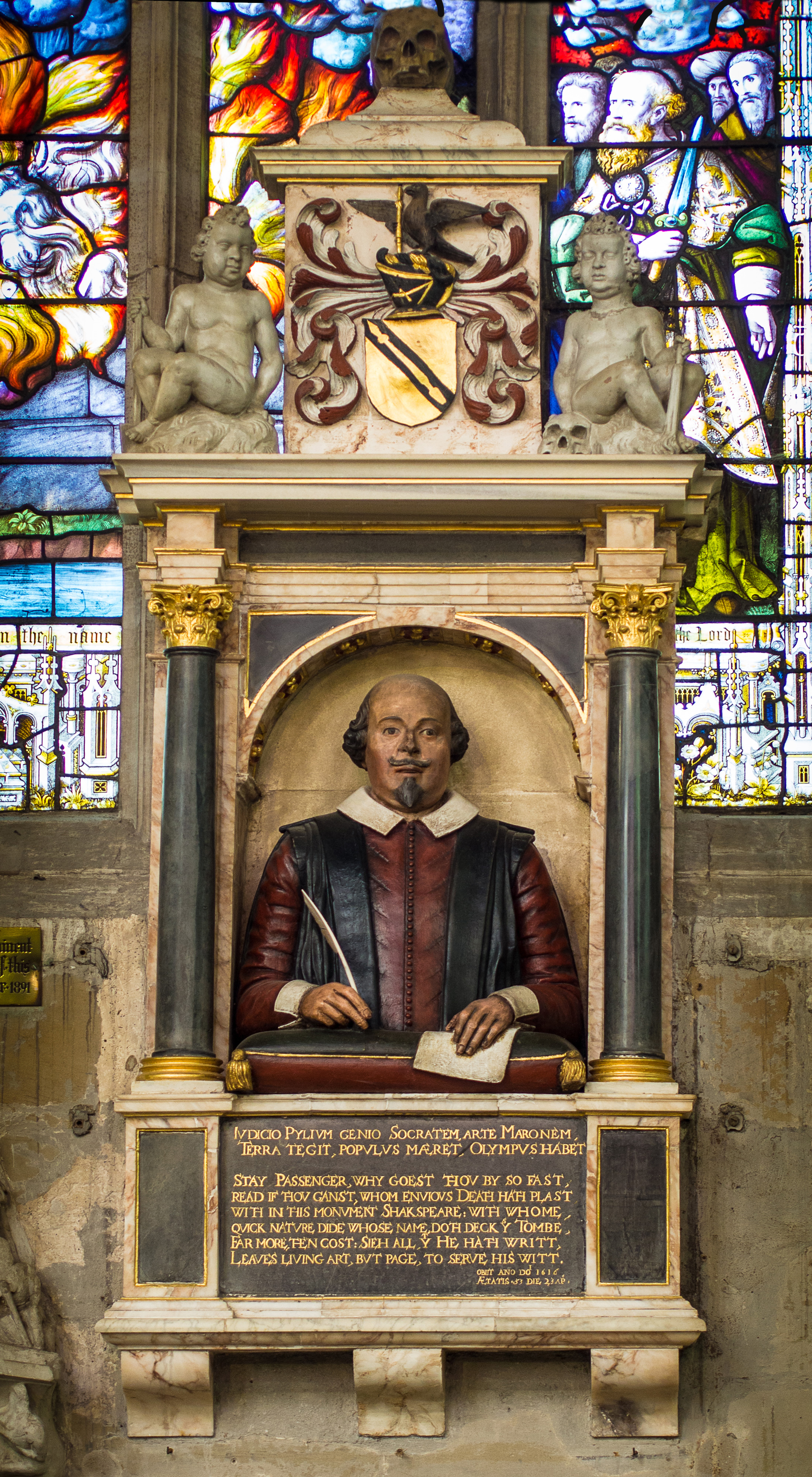
Monumento funerário de Shakespeare em Stratford-upon-Avon

Nicholas Rowe foi o primeiro biógrafo a registrar a tradição, repetida por Samuel Johnson, de que Shakespeare se retirou para Stratford "alguns anos antes de sua morte". Ele ainda trabalhava como ator em Londres em 1608; em uma resposta à petição dos acionistas em 1635, Cuthbert Burbage afirmou que depois de comprar o aluguel do Blackfriars Theatre em 1608 de Henry Evans, os King's Men "colocaram jogadores homens" lá, "que eram Heminges, Condell, Shakespeare, etc.". No entanto, talvez seja relevante que a peste bubônica assolou Londres ao longo de 1609. Os teatros públicos de Londres foram repetidamente fechados durante surtos prolongados da peste (um total de mais de 60 meses de fechamento entre maio de 1603 e fevereiro de 1610), o que significava que muitas vezes não havia trabalho de atuação. A aposentadoria de todo o trabalho era incomum naquela época. Shakespeare continuou a visitar Londres durante os anos 1611-1614. Em 1612, ele foi chamado como testemunha no caso Bellott v Mountjoy, um processo judicial relativo ao acordo de casamento da filha de Mountjoy, Mary. Em março de 1613, ele comprou uma portaria no antigo priorado de Blackfriars; e a partir de novembro de 1614, ele esteve em Londres por várias semanas com seu genro, John Hall. Depois de 1610, Shakespeare escreveu menos peças, e nenhuma foi atribuída a ele depois de 1613. Suas últimas três peças foram colaborações, provavelmente com John Fletcher, que o sucedeu como dramaturgo dos King's Men. Ele se aposentou em 1613, antes do Globe Theatre pegar fogo durante a apresentação de Henrique VIII em 29 de junho.
Shakespeare morreu em 23 de abril de 1616, aos 52 anos. Ele morreu um mês após assinar seu testamento, um documento que ele começa descrevendo-se como tendo "perfeita saúde". Nenhuma fonte contemporânea existente explica como ou por que ele morreu. Meio século depois, John Ward, o vigário de Stratford, escreveu em seu caderno: "Shakespeare, Drayton e Ben Jonson tiveram uma reunião alegre e, ao que parece, beberam demais, pois Shakespeare morreu de uma febre que contraiu", não é um cenário impossível, já que Shakespeare conheceu Jonson e Drayton. Das homenagens de colegas autores, uma se refere à sua morte relativamente repentina: "Nós nos perguntamos, Shakespeare, que você foi tão cedo / Do palco do mundo para a cansativa sala do túmulo." 

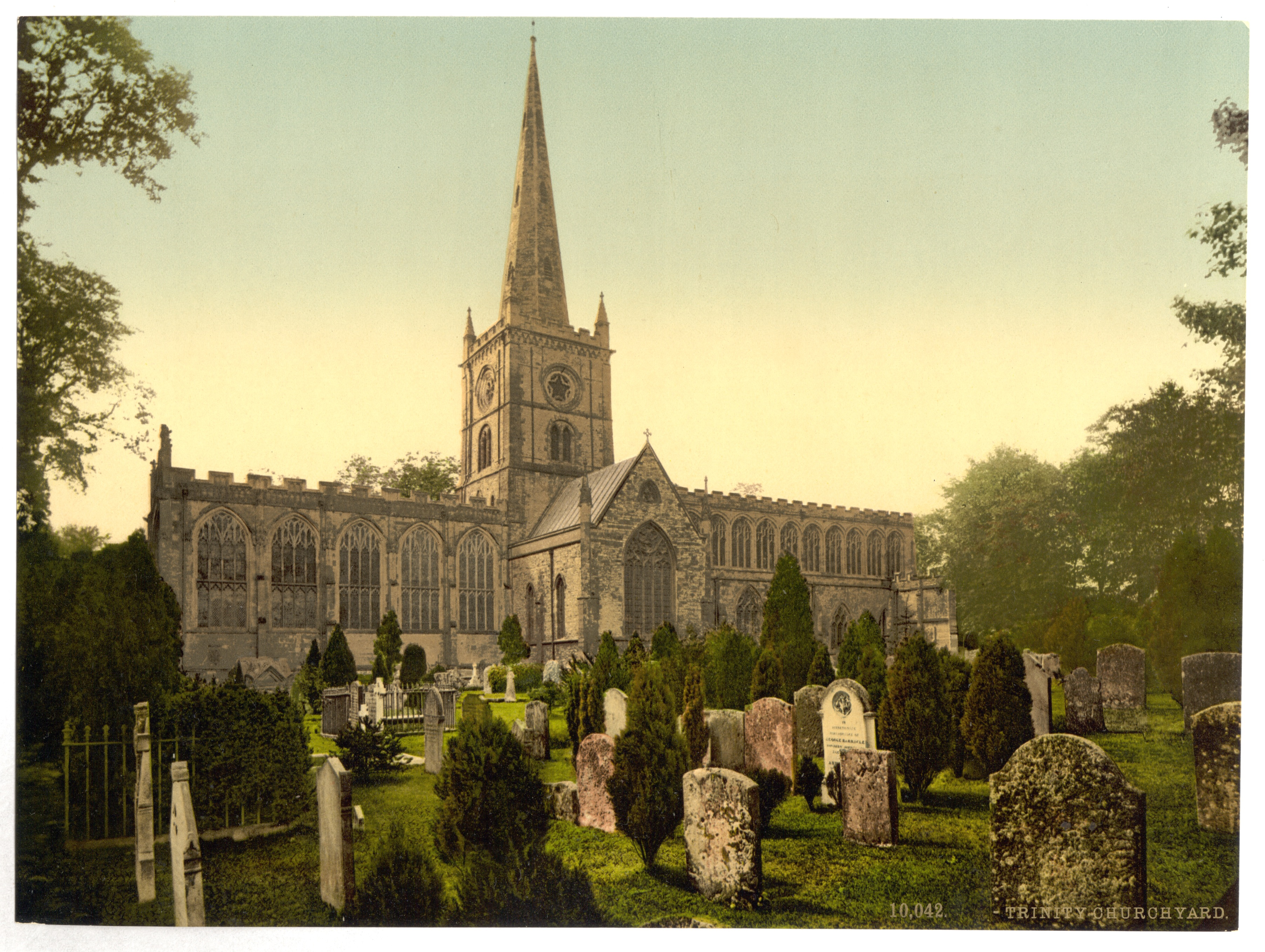
Igreja da Santíssima Trindade, Stratford-upon-Avon, onde Shakespeare foi batizado e está enterrado

Ele deixou sua esposa e duas filhas. Susanna casou-se com um médico, John Hall, em 1607, e Judith casou-se com Thomas Quiney, um vinicultor, dois meses antes da morte de Shakespeare. Shakespeare assinou seu último testamento em 25 de março de 1616; no dia seguinte, seu novo genro, Thomas Quiney, foi considerado culpado de ser pai de um filho ilegítimo de Margaret Wheeler, que morreu durante o parto. Thomas foi ordenado pelo tribunal da igreja a fazer penitência pública, o que teria causado muita vergonha e constrangimento para a família Shakespeare.
Shakespeare legou a maior parte de sua grande propriedade para sua filha mais velha, Susanna sob a condição de que ela a repassasse intacta ao "primeiro filho de seu corpo". Os Quineys tiveram três filhos, todos os quais morreram sem se casar. Os Halls tiveram uma filha, Elizabeth, que se casou duas vezes, mas morreu sem filhos em 1670, encerrando a linha direta de Shakespeare. O testamento de Shakespeare quase não menciona sua esposa, Anne, que provavelmente tinha direito a um terço de seus bens automaticamente. Ele fez questão, entretanto, de deixar para ela "minha segunda melhor cama", um legado que gerou muita especulação. Alguns estudiosos veem o legado como um insulto a Ana, enquanto outros acreditam que a segunda melhor cama teria sido a cama matrimonial e, portanto, rica em significado.

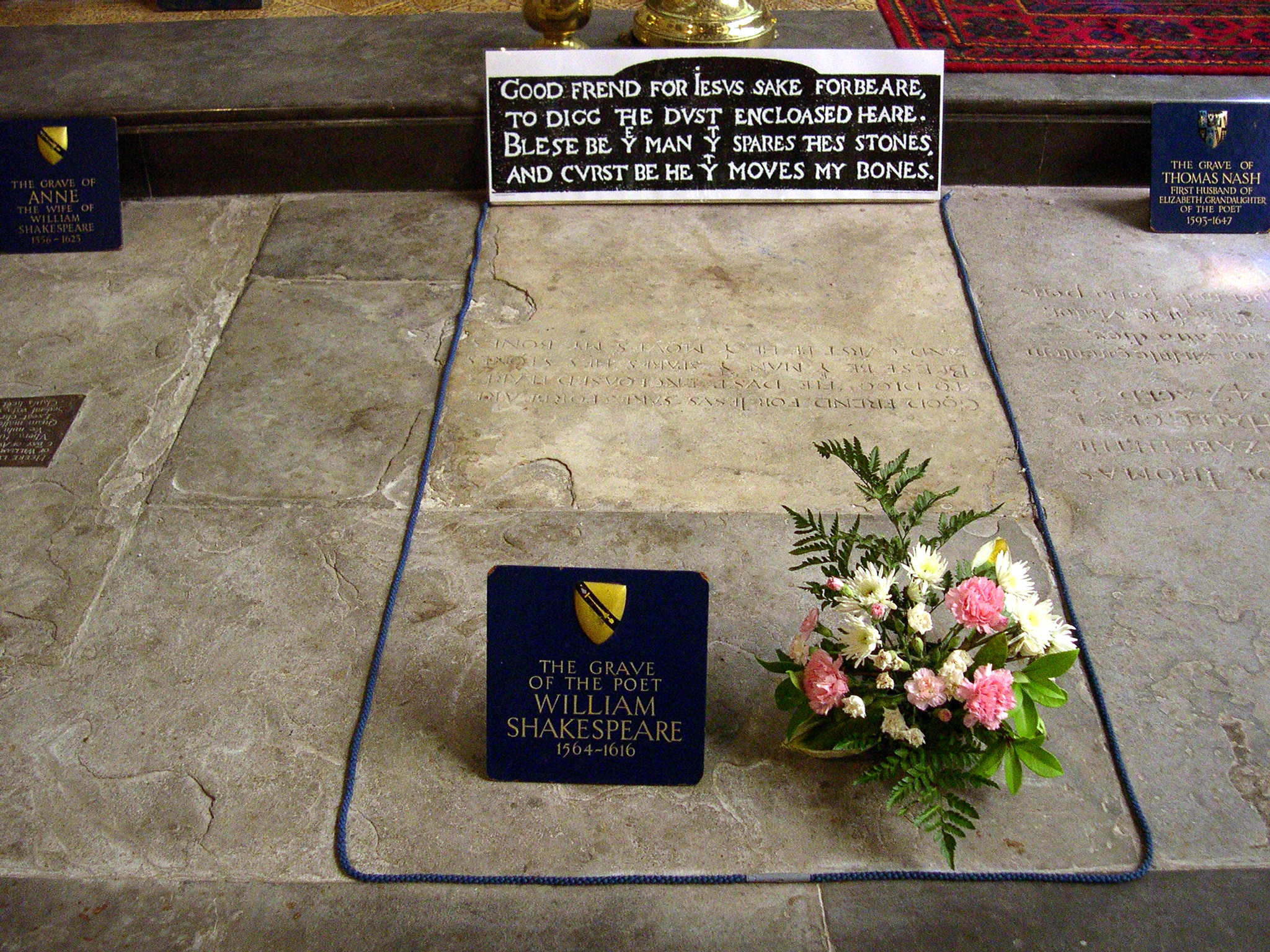
Túmulo de Shakespeare, ao lado dos de Anne Shakespeare, sua esposa, e de Thomas Nash, marido de sua neta

Shakespeare foi enterrado na capela-mor da Igreja da Santíssima Trindade dois dias após sua morte. O epitáfio esculpido na laje de pedra que cobre seu túmulo inclui uma maldição contra a movimentação de seus ossos, o que foi cuidadosamente evitado durante a restauração da igreja em 2008:
| Good frend for Iesvs sake forbeare, To digg the dvst encloased heare. Bleste be yͤ man yͭ spares thes stones, And cvrst be he yͭ moves my bones. | Bom amigo, pelo amor de Jesus, esqueça, Para cavar a poeira aqui encerrada. Bendito seja o homem que poupa estas pedras, E amaldiçoado seja aquele que move meus ossos. |
| | |

Algum tempo antes de 1623, um monumento funerário foi erguido em sua memória na parede norte, com uma meia efígie dele no ato da escrita. Sua placa o compara a Nestor, Sócrates e Virgílio. Em 1623, em conjunto com a publicação do Primeiro Fólio, a gravura de Droeshout foi publicada. Shakespeare foi comemorado em muitas estátuas e memoriais ao redor do mundo, incluindo monumentos funerários na Catedral de Southwark e no Poets' Corner na Abadia de Westminster.

## Peças

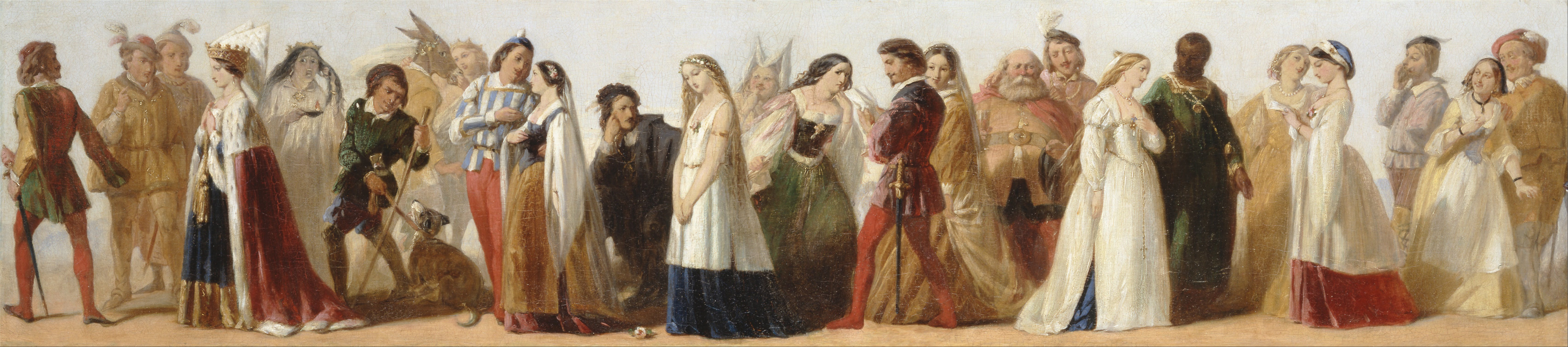
Procissão de personagens das peças de Shakespeare, de um artista desconhecido do século XIX

A maioria dos dramaturgos do período normalmente colaborou com outros em algum momento, como os críticos concordam que Shakespeare fez, principalmente no início e no final de sua carreira.

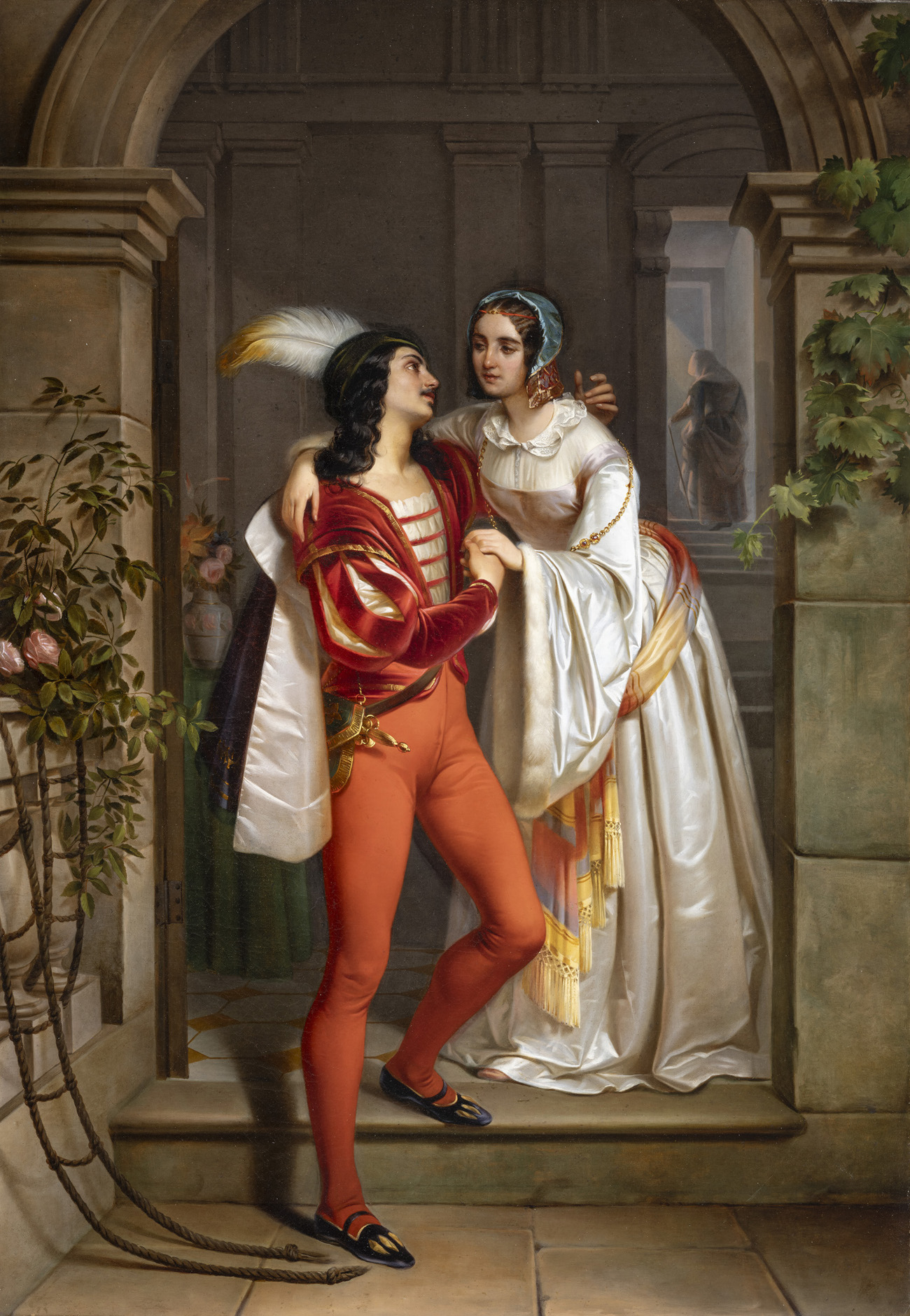
Romeu e Julieta

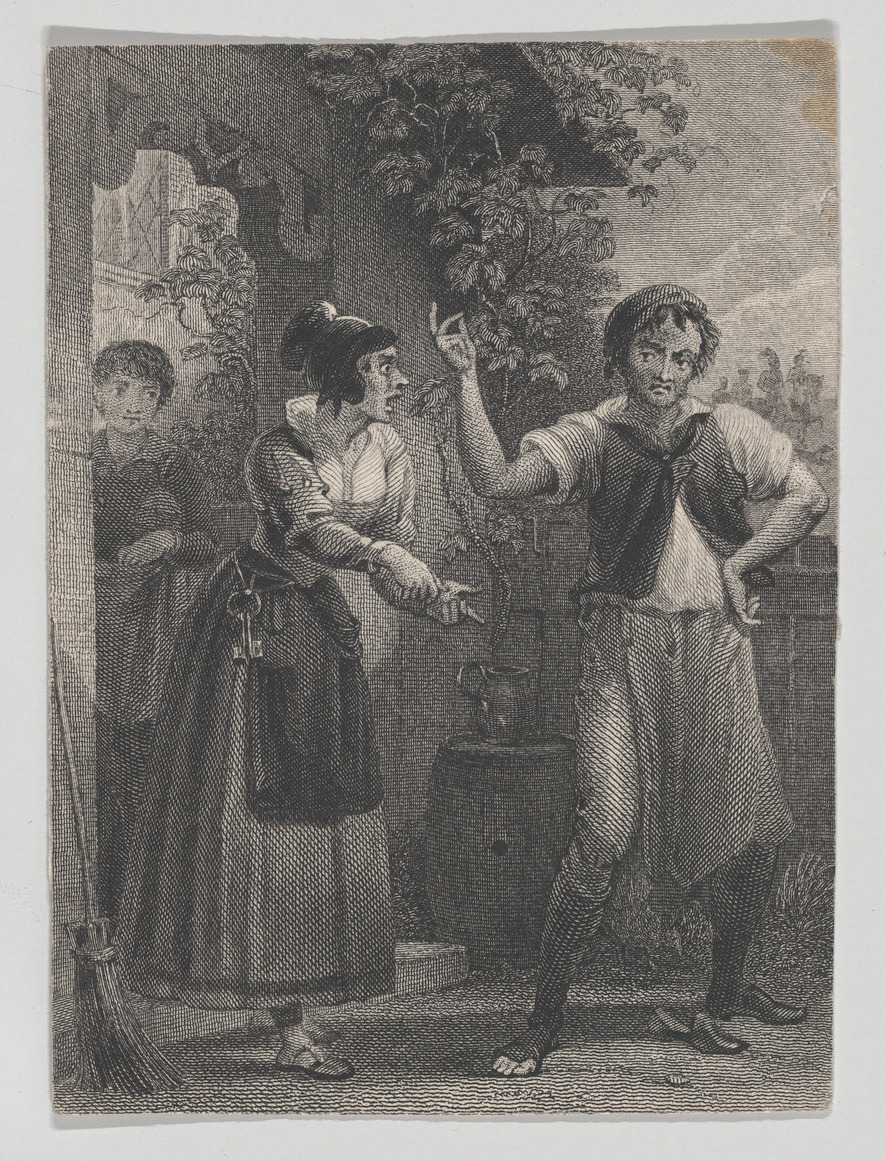
A Megera Domada

As primeiras obras registradas de Shakespeare são Ricardo III e as três partes de Henrique VI, escritas no início da década de 1590 durante uma moda de drama histórico. As peças de Shakespeare são difíceis de datar com precisão, no entanto, e estudos dos textos sugerem que Titus Andronicus, A Comédia dos Erros, A Megera Domada e Os Dois Cavalheiros de Verona também podem pertencer ao período mais antigo de Shakespeare. Suas primeiras histórias, que se baseiam fortemente na edição de 1587 das Crônicas da Inglaterra, Escócia e Irlanda de Raphael Holinshed, dramatizam os resultados destrutivos de um governo fraco ou corrupto e foram interpretadas como uma justificativa para o origens da dinastia Tudor. As primeiras peças foram influenciadas pelas obras de outros dramaturgos elisabetanos, especialmente Thomas Kyd e Christopher Marlowe, pelas tradições do drama medieval e pelas peças de Sêneca. A Comédia dos Erros também foi baseada em modelos clássicos, mas nenhuma fonte para A Megera Domada foi encontrada, embora esteja relacionada a uma peça separada de mesmo nome e possa ter derivado de uma história popular. Como Os Dois Cavalheiros de Verona, em que dois amigos parecem aprovar o estupro, a história ' Megera sobre a domesticação do espírito independente de uma mulher por um homem às vezes perturba críticos, diretores e público modernos.

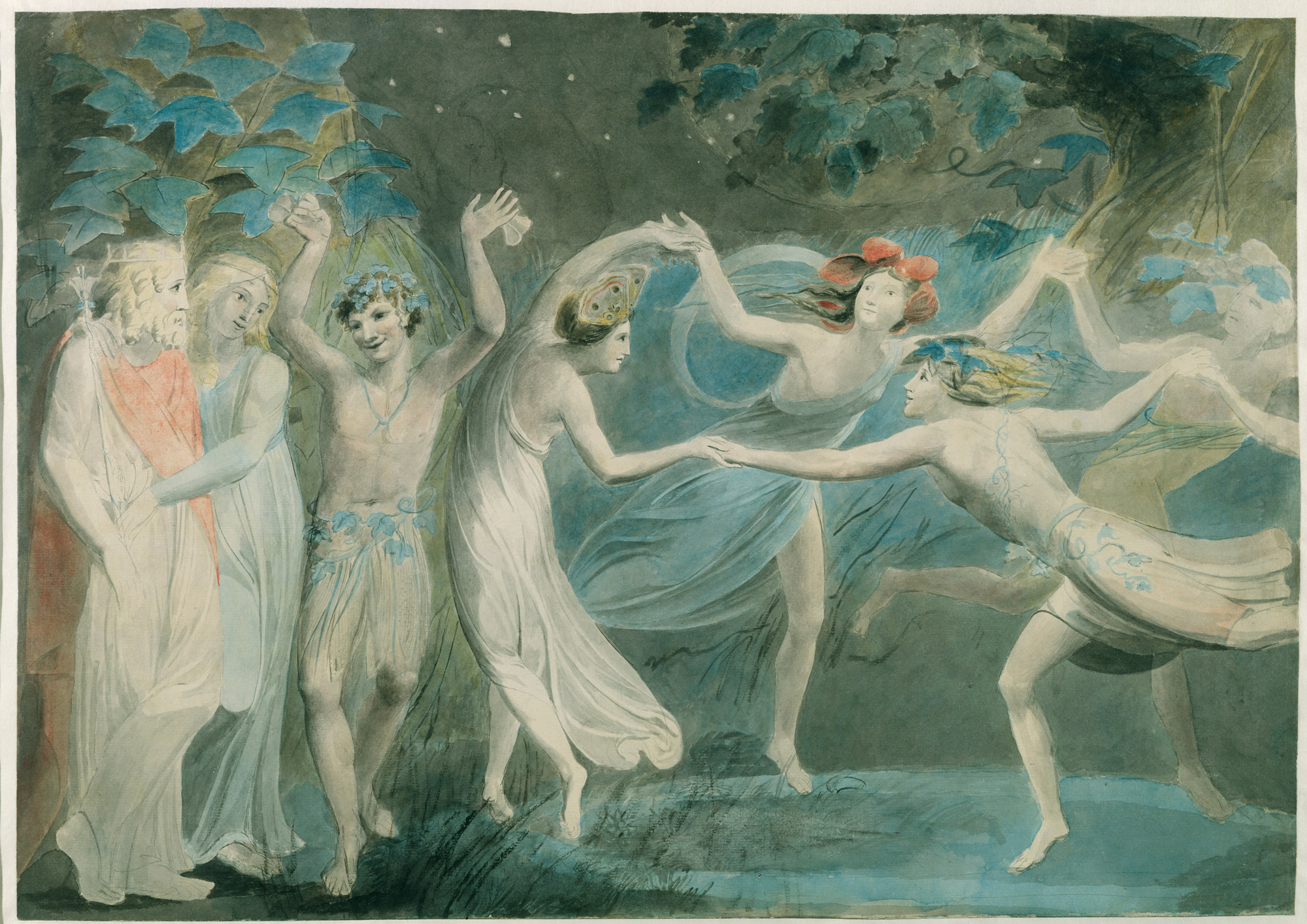
Oberon, Titânia e Puck com Fadas Dançando. Por William Blake, c. 1786. Tate Grã-Bretanha.

As primeiras comédias clássicas e italianas de Shakespeare, contendo enredos duplos e sequências cômicas precisas, deram lugar, em meados da década de 1590, à atmosfera romântica de suas comédias mais aclamadas. Sonho de uma noite de verão é uma mistura espirituosa de romance, magia de fadas e cenas cômicas de vida baixa. A próxima comédia de Shakespeare, o igualmente romântico Mercador de Veneza, contém um retrato do vingativo agiota judeu Shylock, que reflete as visões elisabetanas dominantes, mas pode parecer depreciativo para o público moderno. A inteligência e o jogo de palavras de Much Ado About Nothing, o encantador cenário rural de As You Like It e a animada festa de Twelfth Night completam a sequência de grandes comédias de Shakespeare. Depois do lírico Ricardo II, escrito quase inteiramente em verso, Shakespeare introduziu a comédia em prosa nas histórias do final da década de 1590, Henrique IV, partes 1 e 2, e Henrique V. Seus personagens tornam-se mais complexos e ternos à medida que ele alterna habilmente entre cenas cômicas e sérias, prosa e poesia, e alcança a variedade narrativa de seu trabalho maduro. Este período começa e termina com duas tragédias: Romeu e Julieta, a famosa tragédia romântica da adolescência sexualmente carregada, do amor e da morte; e Júlio César - baseado na tradução de Sir Thomas North de 1579 de Vidas Paralelas de Plutarco - que introduziu um novo tipo de drama. De acordo com o estudioso shakespeariano James Shapiro, em Júlio César, "as várias vertentes da política, caráter, interioridade, eventos contemporâneos, até mesmo as próprias reflexões de Shakespeare sobre o ato de escrever, começaram a se infundir".

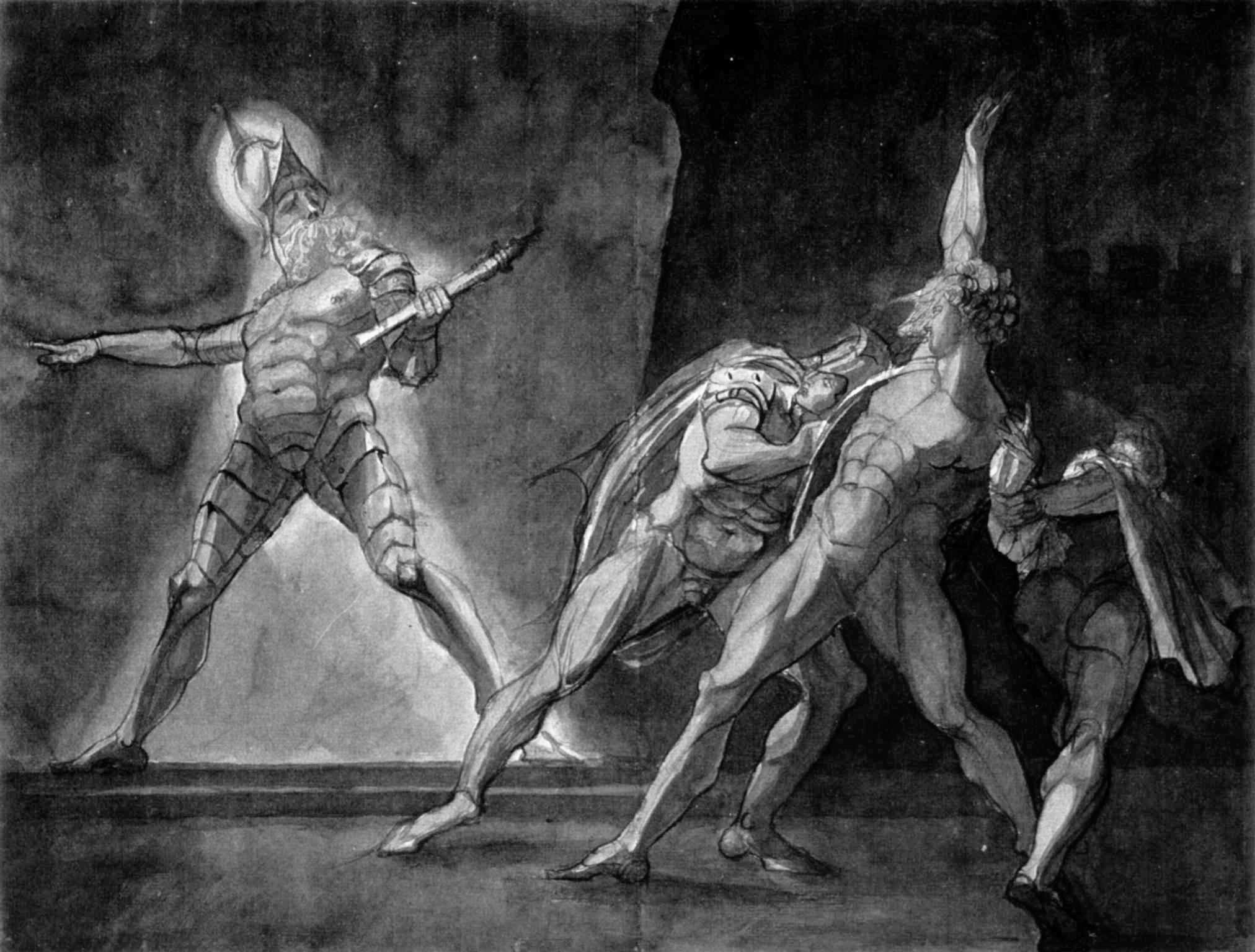
Hamlet, Horácio, Marcelo e o Fantasma do Pai de Hamlet. Henry Fuseli, 1780–1785. Kunsthaus Zurique.

No início do século XVII, Shakespeare escreveu as chamadas " peças problemáticas " Medida por Medida, Troilo e Créssida, e Tudo está bem quando termina bem e uma série de suas tragédias mais conhecidas. Muitos críticos acreditam que as maiores tragédias de Shakespeare representam o auge de sua arte. O herói titular de uma das maiores tragédias de Shakespeare, Hamlet, provavelmente foi mais discutido do que qualquer outro personagem de Shakespeare, especialmente por seu famoso solilóquio que começa com “Ser ou não ser; essa é a questão”. Ao contrário do introvertido Hamlet, cuja falha fatal é a hesitação, os heróis das tragédias que se seguiram, Otelo e Rei Lear, são destruídos por erros de julgamento precipitados. Os enredos das tragédias de Shakespeare muitas vezes dependem de erros ou falhas fatais, que derrubam a ordem e destroem o herói e aqueles que ele ama. Em Otelo, o vilão Iago alimenta o ciúme sexual de Otelo a ponto de ele assassinar a esposa inocente que o ama. Em Rei Lear, o velho rei comete o trágico erro de desistir de seus poderes, iniciando os eventos que levam à tortura e cegueira do Conde de Gloucester e ao assassinato da filha mais nova de Lear, Cordelia. Segundo o crítico Frank Kermode, “a peça... não oferece nem aos seus bons personagens nem ao seu público qualquer alívio de sua crueldade”. Em Macbeth, a mais curta e comprimida das tragédias de Shakespeare, a ambição incontrolável incita Macbeth e sua esposa, Lady Macbeth, a assassinar o rei legítimo e usurpar o trono até que sua própria culpa os destrua por sua vez. Nesta peça, Shakespeare adiciona um elemento sobrenatural à estrutura trágica. Suas últimas grandes tragédias, Antônio e Cleópatra e Coriolano, contêm algumas das melhores poesias de Shakespeare e foram consideradas suas tragédias de maior sucesso pelo poeta e crítico TS Eliot.
Em seu período final, Shakespeare voltou-se para o romance ou tragicomédia e completou mais três peças importantes: Cimbelino, O Conto de Inverno e A Tempestade, bem como a colaboração Péricles, Príncipe de Tiro. Menos sombrias que as tragédias, essas quatro peças têm um tom mais grave do que as comédias da década de 1590, mas terminam com a reconciliação e o perdão de erros potencialmente trágicos. Alguns comentaristas viram essa mudança de humor como evidência de uma visão mais serena da vida por parte de Shakespeare, mas pode apenas refletir a moda teatral da época. Shakespeare colaborou em duas outras peças sobreviventes, Henrique VIII e Os Dois Nobres Parentes, provavelmente com John Fletcher.

### Classificação

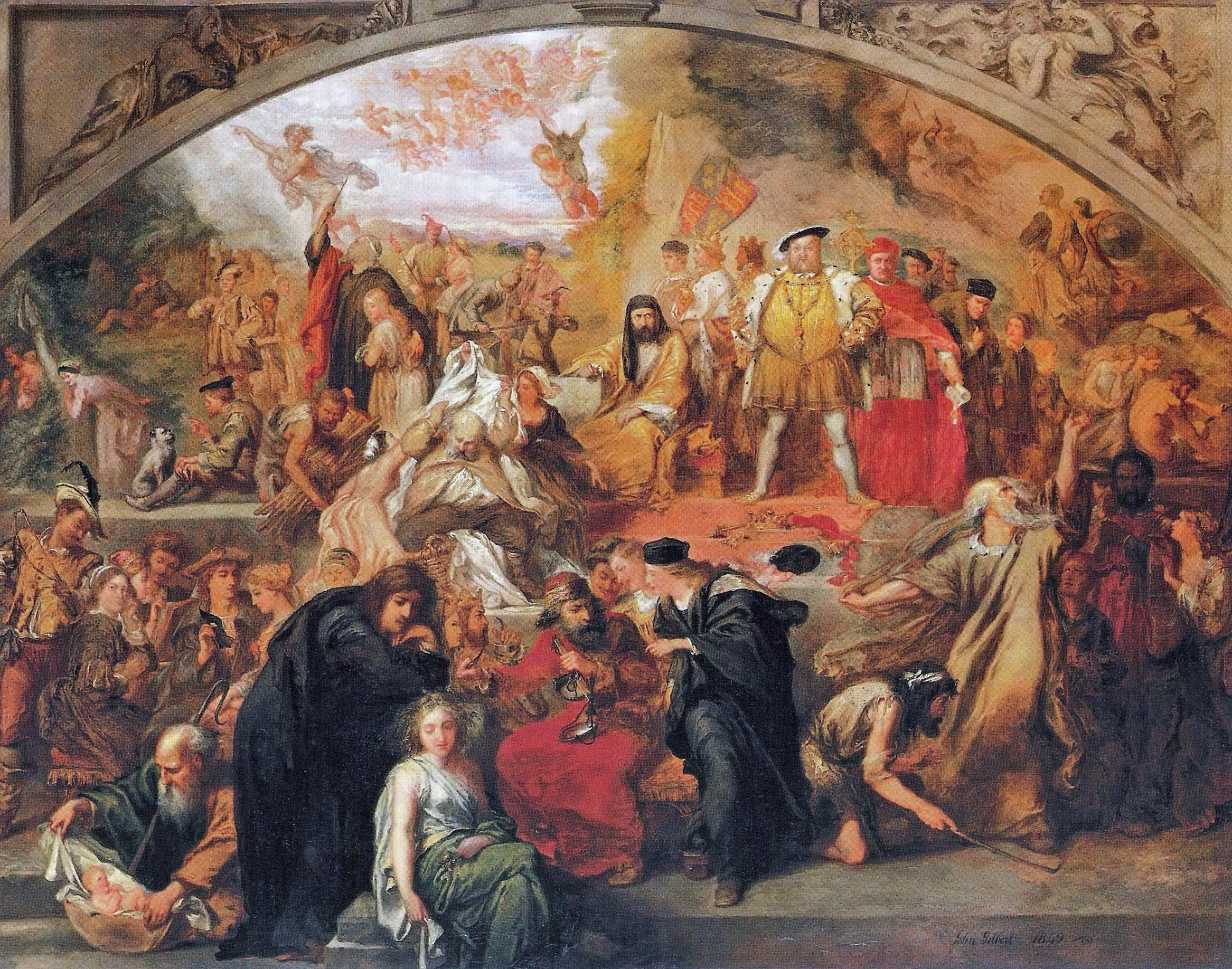
The Plays of William Shakespeare, uma pintura contendo cenas e personagens de diversas peças de Shakespeare; por Sir John Gilbert, c. 1849

As obras de Shakespeare incluem as 36 peças impressas no Primeiro Fólio de 1623, listadas de acordo com a classificação do fólio como comédias, histórias e tragédias. Duas peças não incluídas no Primeiro Fólio, Os Dois Nobres Parentes e Péricles, Príncipe de Tiro, são agora aceitas como parte do cânone, com os estudiosos de hoje concordando que Shakespeare fez contribuições importantes para a escrita de ambas.
No final do século 19, Edward Dowden classificou quatro das últimas comédias como romances e, embora muitos estudiosos prefiram chamá-las de tragicomédias, o termo de Dowden é frequentemente usado. Em 1896, Frederick S. Boas cunhou o termo "peças problemáticas" para descrever quatro peças: Tudo está bem quando termina bem, Medida por medida, Troilo e Créssida e Hamlet. "Dramas tão singulares em tema e temperamento não podem ser estritamente chamados de comédias ou tragédias", escreveu ele. "Podemos, portanto, pegar emprestada uma frase conveniente do teatro de hoje e classificá-las como peças problemáticas de Shakespeare." O termo, muito debatido e às vezes aplicado a outras peças, permanece em uso, embora Hamlet seja definitivamente classificado como uma tragédia.

### Performances
Não está claro para quais companhias Shakespeare escreveu suas primeiras peças. A página de título da edição de 1594 de Titus Andronicus revela que a peça foi encenada por três trupes diferentes. Após as pragas de 1592-93, as peças de Shakespeare foram apresentadas por sua própria companhia no The Theatre e The Curtain em Shoreditch, ao norte do Tâmisa. Os londrinos reuniram-se lá para ver a primeira parte de Henrique IV, Leonard Digges gravando: "Deixe, mas Falstaff vir, Hal, Poins, o resto ... e você dificilmente terá um quarto". Quando a companhia se viu em disputa com seu senhorio, eles demoliram o Teatro e usaram as madeiras para construir o Globe Theatre, o primeiro teatro construído por atores para atores, na margem sul do Tâmisa em Southwark. O Globe foi inaugurado no outono de 1599, com Júlio César uma das primeiras peças encenadas. A maioria das maiores peças de Shakespeare pós-1599 foram escritas para o Globe, incluindo Hamlet, Otelo e Rei Lear.

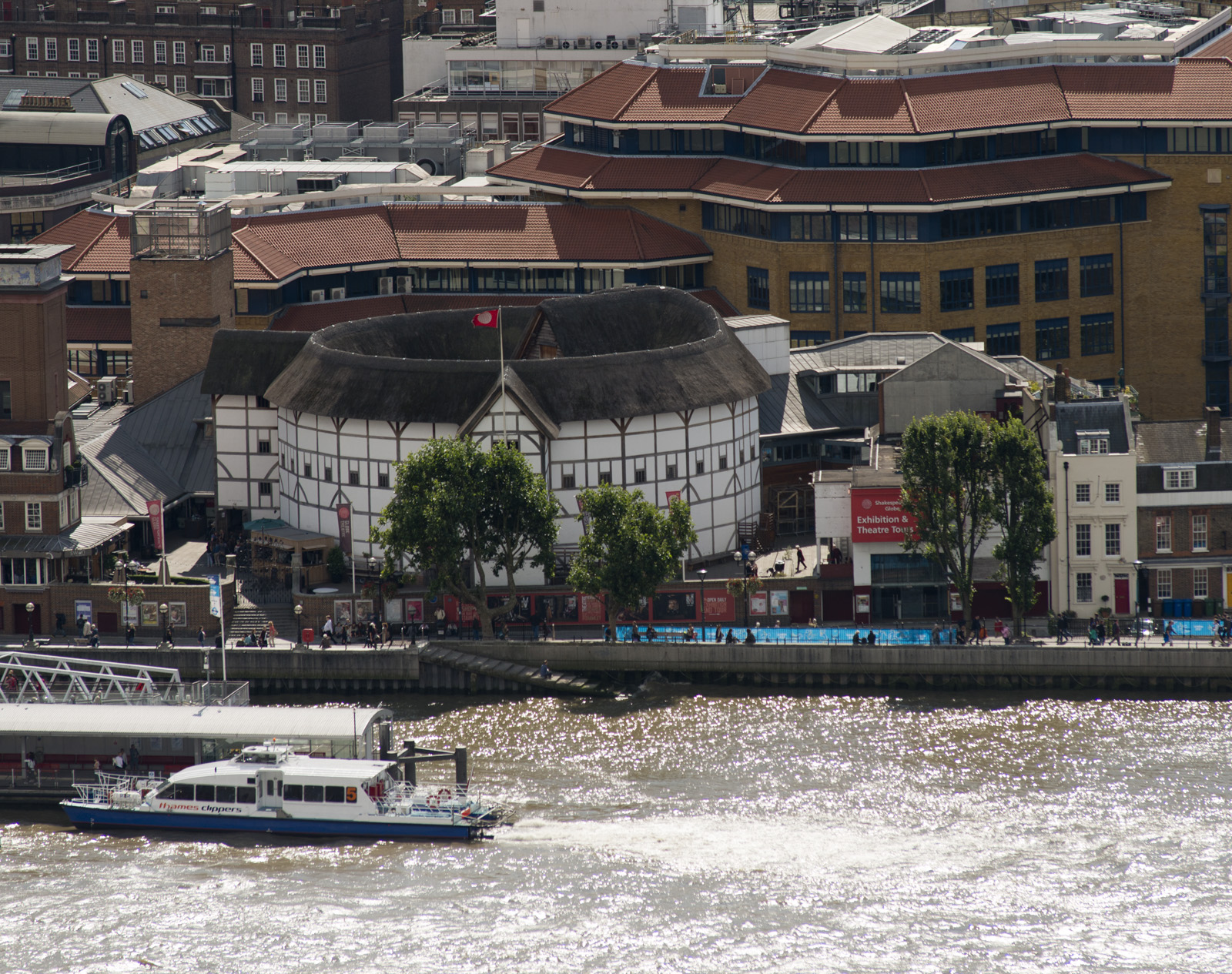
O reconstruído Globe Theatre na margem sul do rio Tâmisa, em Londres

Depois que os Lord Chamberlain's Men foram renomeados como King's Men em 1603, eles iniciaram um relacionamento especial com o novo King James. Embora os registros de desempenho sejam irregulares, os King's Men apresentaram sete peças de Shakespeare na corte entre 1º de novembro de 1604 e 31 de outubro de 1605, incluindo duas apresentações de O Mercador de Veneza. Depois de 1608, eles se apresentaram no interior do Blackfriars Theatre durante o inverno e no Globe durante o verão. O cenário interno, combinado com a moda jacobina para máscaras ricamente encenadas, permitiu que Shakespeare introduzisse dispositivos de palco mais elaborados. Em Cymbeline, por exemplo, Júpiter desce “em trovões e relâmpagos, sentado sobre uma águia: ele lança um raio. Os fantasmas caem de joelhos."
Os atores da companhia de Shakespeare incluíam os famosos Richard Burbage, William Kempe, Henry Condell e John Heminges. Burbage desempenhou o papel principal nas primeiras apresentações de muitas peças de Shakespeare, incluindo Ricardo III, Hamlet, Otelo e Rei Lear. O popular ator cômico Will Kempe interpretou o servo Peter em Romeu e Julieta e Dogberry em Much Ado About Nothing, entre outros personagens. Ele foi substituído por volta de 1600 por Robert Armin, que desempenhou papéis como Touchstone em As You Like It e o tolo em King Lear. Em 1613, Sir Henry Wotton registrou que Henrique VIII "foi apresentado com muitas circunstâncias extraordinárias de pompa e cerimônia". Em 29 de junho, entretanto, um canhão incendiou a palha do Globe e queimou totalmente o teatro, um evento que identifica a data de uma peça de Shakespeare com rara precisão.

### Sonetos

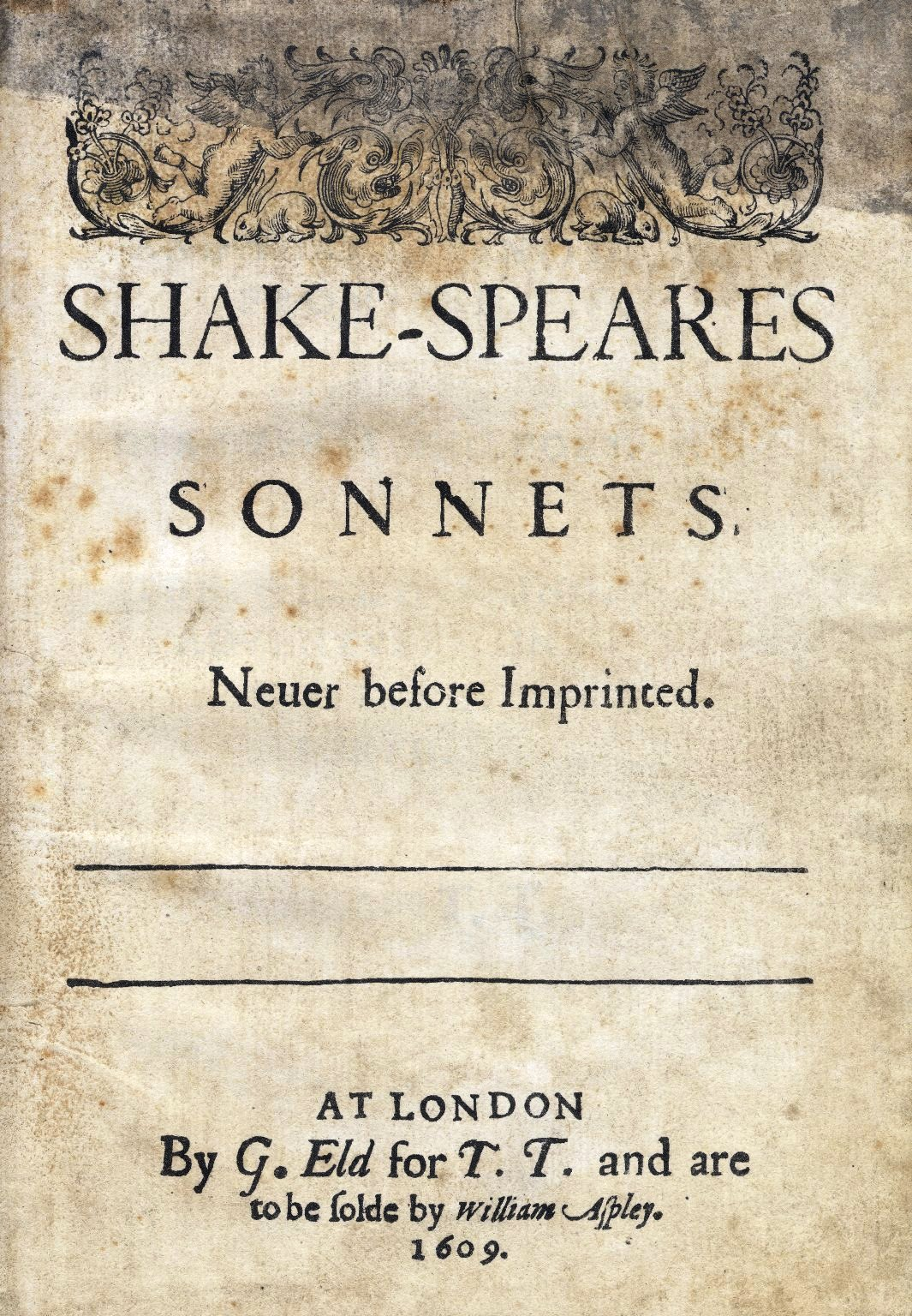
Página de título da edição de 1609 dos Sonetos Shake-Speares